# Motodrama
Motodrama (în poloneză Motodrama) este un film de comedie polonez din 1971, regizat de Andrzej Konic⁠(d).

## Rezumat
Funcționarul poștal Jacek își dedică timpul său liber singurei sale pasiuni: pescuitul. Într-o zi, în timp ce pescuia pe malul unui râu, are loc în apropiere o competiție de motocross. O coincidență ciudată îl determină să se urce pe o motocicletă și să se înscrie în cursă. În mod neașteptat, Jacek ajunge primul la linia de sosire, iar din acel moment este convins să se înscrie într-un club de motociclism și cucerește inima tinerei secretare Krysia. Victoriile se succed una după alta, atât în țară, cât și în străinătate, și atrag atenția promotorilor sportivi, presei, fanilor și femeilor. Pilotul de raliuri Jacek devine brusc un erou național, iar faima lui depășește granițele Poloniei. Are loc la un moment dat chiar o încercare de răpire a lui. Jacek acceptă să participe apoi la un raliu automobilistic, iar Krysia urmează să-l însoțească ca pilot. Comportamentul lui se schimbă însă în timp, provocând o înstrăinare de Krysia, care în cele din urmă îl părăsește. O patrulă de miliție îl oprește într-o zi pe Jacek pe malul râului în care pescuia și cu această ocazie se află că pilotul fenomenal nu are nici măcar permis de conducere. 
Vraja se rupe atunci, iar Jacek se trezește pe malul râului cu undița în mână, în timp ce în depărtare se aude zgomotul unei curse de motociclete care se apropie.

## Distribuție
- Jacek Fedorowicz⁠(d) — Jacek
- Krystyna Sienkiewicz — Krysia, secretara clubului de motociclism, logodnica lui Jacek
- Krystyna Borowicz⁠(d) — Gracja
- Iga Cembrzyńska — reprezentanta specială a concernului străin „Kiwasake”
- Roman Kłosowski⁠(d) — președintele federației
- Artur Młodnicki⁠(d) — domnul în vârstă
- Kazimierz Wichniarz — șeful sportului cu motor
- Jerzy Dobrowolski — președintele clubului de motociclism
- Bohdan Łazuka⁠(d) — pilotul Wyskrobek / membru al echipei Patagoniei / domnul „asemănător” / milițian
- Bolesław Abart⁠(d) — pilot de curse
- Aleksander Fogiel⁠(d) — paznicul bazei de transporturi
- Agnieszka Fitkau⁠(d) — casiera care plătește salariul lui Jacek
- Paweł Galia⁠(d) — „sabotorul”, băiatul care încearcă să distrugă motocicleta lui Jacek
- Ewa Kamas — casiera care plătește salariul lui Jacek
- Irena Karel⁠(d) — Róża, pokojówka w hotelu samotnego mężczyzny
- Eugeniusz Kujawski⁠(d) — mecanic la clubul de motociclism
- Zdzisław Kuźniar⁠(d) — membru al echipei Patagoniei
- Eliasz Kuziemski⁠(d) — mecanic la clubul de motociclism
- Zdzisław Maklakiewicz — jurnalist la Głosu Sportu
- Irena Karel⁠(d) — Róża, camerista de la hotelul pentru persoanele singure
- Andrzej Mrozek⁠(d) — inginerul de la clubul de automobilism
- Marek Perepeczko — șoferul de camion Niuniek
- W Szarle
- Ewa Szykulska⁠(d) — Ewka, colecționară de autografe
- Bohdan Tomaszewski⁠(d) — cunoscut jurnalist polonez, comentator sportiv și scriitor
- Danuta Wodyńska⁠(d) — funcționara oficiului poștal
- Jolanta Zykun⁠(d) — Jolka, colecționară de autografe
- Jadwiga Andrzejewska⁠(d) — clientă la oficiul poștal (nemenționată)
- Waldemar Baszanowski⁠(d) — participant la balul campionilor (nemenționat)
- Halina Buyno-Łoza⁠(d) — clientă de la poștă care cumpără un timbru (nemenționată)
- Tomasz Domaniewski⁠(d) — propriul rol (nemenționat)
- Mieczysław Janowski — client de la poștă (nemenționat)
- Jan Łopuszniak⁠(d) — client venit cu un colet la poștă (nemenționat)
- Janusz Michalewicz⁠(d) — pilot de curse (nemenționat)
- Stanisław Mularczyk — operator (nemenționat)
- Zbigniew Pietrzykowski — participant la balul campionilor (nemenționat)
- Józef Prutkowski⁠(d) — propriul rol (nemenționat)
- Janusz Sidło⁠(d) — participant la balul campionilor (nemenționat)
- Barbara Sobotta⁠(d) — participantă la balul campionilor (nemenționată)
- Karol Szczeciński⁠(d) — celebru realizator de documentare polonez, regizor și cameraman (nemenționat)
- Jerzy Troszczyński — fotoreporter (nemenționat)

## Producție
Filmările au avut loc în serpentinele din orașul Jedlina-Zdrój, pe drumul către Olszyniec, în orașul Wrocław (pista de viteză de la Stadionul Olimpic de pe Aleja Ignacego Paderewskiego nr. 35), la o benzinărie de la nodul de autostradă din Bielany Wrocławskie⁠(d). Filmul a fost turnat, printre altele, pe pistele de viteză ale cluburilor sportive „Śląsk” și „Sparta” din Wrocław în timpul finalelor individuale ale Campionatului Mondial de viteză din 1970 de la Wrocław, precum și pe traseul Raliului Internațional al Poloniei din Silezia de Jos.
Dublurile lui Jacek în scenele cu cascadorii pe motocicletă au fost motocicliști de la cluburile sportive din Wrocław.